# Jenő Ábel

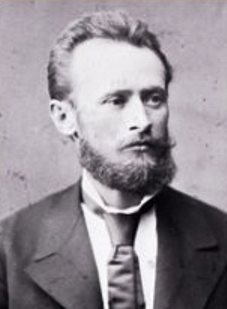
Jenő Ábel

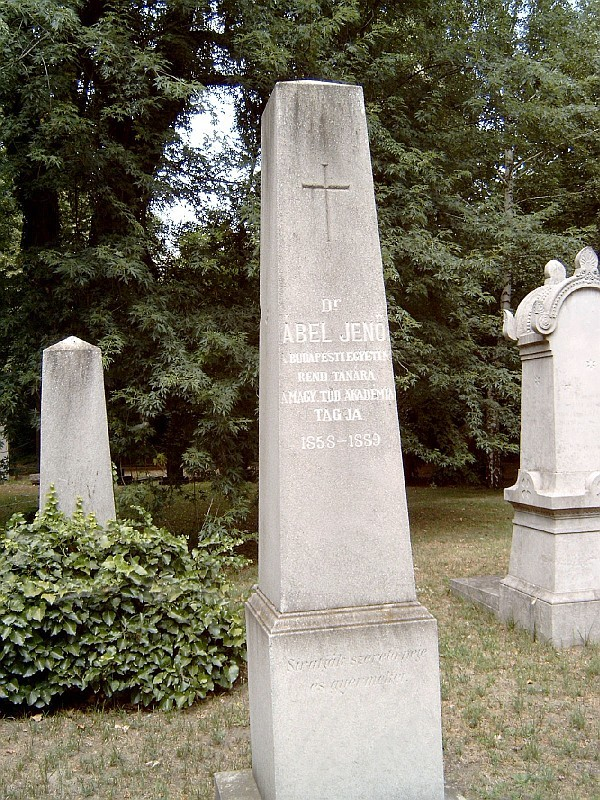
Grabstelle von Jenő Ábel auf dem Kerepescher Friedhof in Budapest

Jenő Ábel (auch Eugen oder Eugenius Abel; * 24. Juli 1858 in Pest; † 13. Dezember 1889 in Budapest) war ein ungarischer Schriftsteller, klassischer Philologe und Hochschullehrer.

## Leben

### Familie
Jenő Ábel war der Sohn des Klavierlehrers Albin Abel und dessen Ehefrau Claudine (geb. Knight).
Er war mit Gizella (1861–1900), der Tochter des Beamten Josef Bosányi, verheiratet; gemeinsam hatten sie vier Kinder.

### Werdegang
Jenő Ábel erlernte von seiner Mutter, die eine geborene Engländerin war, neben der ungarischen früh die englische und deutsche Sprache und später auf dem Gymnasium Französisch, sodass er früh in der Lage war, ausländische Literatur zu lesen.
Er besuchte das evangelische Obergymnasium (siehe Fasori Evangélikus Gimnázium) in Budapest, obwohl er katholischer Konfession war. Seine dortigen Lehrer waren unter anderem der Germanist Gustav Heinrich (1845–1922) und der Archäologe Robert Fröhlich (1844–1894).
1873 hielt er sich eine Zeit lang bei seinem in London lebenden Großvater auf verbrachte danach drei Monate in der Seestadt Deal in der Grafschaft Kent.
Er immatrikulierte sich 1874 an der Philosophischen Fakultät der Universität Budapest zu einem Studium der klassischen und germanischen Philologie, Französischen Sprache und der vergleichenden Sprachwissenschaft; zu Beginn des Studiums erlernte er noch die italienische Sprache. Er hörte Vorlesungen bei Emil Thewrek von Ponor (1838–1917), der ihn auch in seinem Studium unterstützte und förderte.
1878 promovierte er mit seiner Dissertation De infinitivi Graeci forma zum Dr. phil.
Nach dem Studium bereiste er dank eines Staatsreisestipendiums von 1.200 Gulden mehrere europäische Bibliotheken, unter anderem war er in der Biblioteca Nazionale Marciana in Venedig, in Modena in der Biblioteca Estense Universitaria di Modena, in Mailand in der Biblioteca Ambrosiana, in der Biblioteca Medicea Laurenziana in Florenz, in der Vatikanischen Apostolischen Bibliothek in Rom sowie in den Bibliotheken in Paris, im British Museum in London und in der Oxforder Universitätsbibliothek; er suchte dort nach griechischen Handschriften und solchen, die den ungarischen Humanismus betrafen. 1879 kehrte er über Leiden, Heidelberg, München und Wien zurück nach Budapest.
1879 wurde er Gymnasiallehrer am königlich-katholischen Obergymnasium (siehe Katholisches Universitätsgymnasium Budapest) im V. Bezirk in Budapest, und wurde, nach seiner Habilitation 1883, außerordentlicher und 1887 als Nachfolger von Iván Télfy (1816–1898) ordentlicher Professor der klassischen Philologie an der Universität Budapest.
Zu seinen Studenten an der Universität gehörten unter anderem die späteren Archäologen Bálint Kuzsinszky und Nándor Láng.
Anfang 1889 siedelte er mit seiner Familie aus gesundheitlichen Gründen nach Rom über und kehrte im Juni 1889 wieder nach Budapest zurück.

### Philologisches Wirken
Seit 1877 war Jenő Ábel Mitarbeiter der Zeitschrift für Sprache und Literatur Egyetemes Philologiai Közlöny und war Herausgeber des philologischen Bulletins Egyetemes Philologiai Közlöny szerk.
Seine Forschungen zur Geschichte des Humanismus in Ungarn, zur mittelalterlichen lateinischen Literatur und zu den Handschriften griechischer Epen waren von großem wissenschaftlichem Wert und sein Name ist mit der Veröffentlichung zahlreicher Texte aus Klassik, Antike und Renaissance verbunden.
Er veröffentlichte unter anderem 1880 eine kritische Ausgabe der Werke des Kolluthos.
Einige seiner Schriften wurden postum veröffentlicht, so unter anderem 1903 Analecta nova ad historiam renascentium in Hungaria litterarum spectantia mit Ergänzungen von István Hegedűs (1848–1925).

## Mitgliedschaften
Jenő Ábel war Sekretär der Philologischen Gesellschaft von Budapest.
Er war seit 1881 korrespondierendes Mitglied der Ungarischen Akademie der Wissenschaften.

## Ehrungen und Auszeichnungen

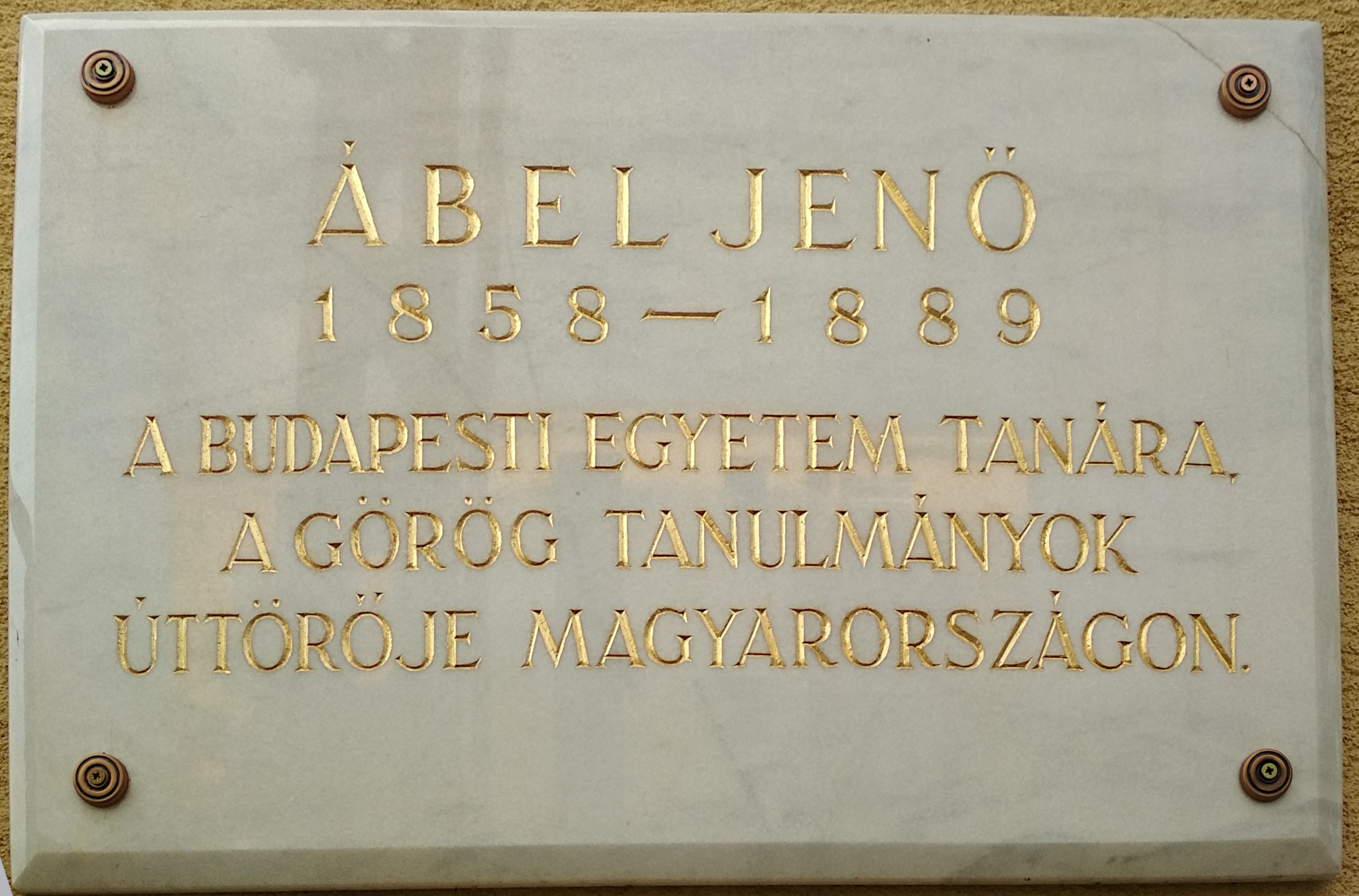
Gedenktafel in der Straße Ábel Jenő utca 33/a in Budapest

Zur Erinnerung an Jenő Ábel wurde die Straße Ábel Jenő utca in Budapest nach ihm benannt, in der auch eine Gedenktafel an der Haus-Nr. 33/a angebracht wurde.
Der seit 1962 veranstaltete Nationale Studienwettbewerb der Gesellschaft für Altertumskunde für Lateinschüler der Sekundarstufe II ist seit 2001 nach ihm benannt.
Seit 1968 verleiht die Ungarische Gesellschaft für Altertumswissenschaften die Jenő Ábel-Gedenkmedaille für herausragende ungarische Leistungen in der Altertumswissenschaft. Träger dieser Medaille waren unter anderem Jenő Fitz, László Török, Paula Zsidi, János György Szilágyi und Thomas Köves-Zulauf.

## Schriften (Auswahl)
- De infinitivi Graeci forma. Budapest 1878.
- Corvincodexek. Budapest 1879 (Digitalisat).
- Epistula ad Aemilium Thewrewk de Ponor de codice Ambrosiano Lithicorum quae Orphei nomine circumferuntur. Budapest 1879.
- Magyarországi humanisták és a dunai tudós társaság. Budapest 1880 (Digitalisat).
- Analecta ad historiam renascentium in Hungaria litterarum spectantia. Budapest 1880 (Digitalisat).
- Adalékok a humanismus történetéhez Magyarországon. Budapest 1880 (Digitalisat).
- Colluthi Lycopolitani carmen De raptu Helenae. Berlin 1880 (Digitalisat).
- Egyetemeink a középkorban. Budapest 1881 (Digitalisat).
- Orphei Lithica. Accedit Damigeron de lapidibus. Berlin 1881 (Digitalisat).
- Galeotto Marzio. In: Ungarische Revue, Band 1, Heft 1. 1881. S. 29–42, Ungarische Universitäten im Mittelalter. Heft 6, S. 496–514, Die Handschriften der Budapester Universitäts-Bibliothek. Heft 10–11, S. 904–908 und Italienische Relationen über Ungarn im XV. und XVI. Heft 12, S. 976–979 (Digitalisat).
- Neuere Ausgrabungen in Altofen. In: Ungarische Revue, Band 2, Heft 3. 1881. S. 286–289 (Digitalisat).
- Ioannis Gazaei Descriptio tabulae mundi et Anacreontea. Berlin 1882 (Digitalisat).
- Das Schauspielwesen zu Bartfeld im XV. und XVI. Jahrhundert. Ungarische Revue, Band 4, Heft 10. 1884. S. 649–675 (Digitalisat).
- Scholia in Pindari Epinicia, pars secunda: Scholia vetera in Pindari Nemea et Isthmia. Berlin 1884.
  - Band 1. Berlin 1884 (Digitalisat).
  - Band 2. Berlin 1884 (Digitalisat).
  - Band 3, Teil 1. Leipzig/Prag 1891 (Digitalisat).
- Isota Nogarola. Budapest 1885 (Digitalisat).
- A bártfai Szent-Egyed temploma könyvtárának története. Budapest 1885 (Digitalisat).
- A homeroszi Demeter-Hymnusról. Budapest 1885 (Digitalisat).
- Orphica. Prag/Leipzig 1885 (Digitalisat).
- Die Incunabeln der Budapester Akademie-Bibliothek. In: Ungarische Revue, Band 6, Heft 10, 1886. S. 813–817 (Digitalisat).
- Homeri Hymni, Epigrammata, Batrachomyomachia. Leipzig 1886 (Digitalisat).
- Isota Nogarola. In: Ludwig Geiger: Vierteljahrsschrift für Kultur und Litteratur der Renaissance, 1. Band. Berlin, 1886. S. 323–355 (Digitalisat) und 440–473 (Digitalisat).
- Az ó- és középkori Terentiusbiographiák. Budapest 1887 (Digitalisat).
- Scholia recentia in Pindari Epinicia Szerk. Budapest 1890 (Digitalisat).
- Olaszországi XV. századbeli íróknak Mátyás királyt dicsőítő művei. Budapest 1890 (Digitalisat).
- Scholia vetera in Nicandri Alexipharmaca e codice Gottingensi edita. Adiecta sunt Scholia recentia. Recensionem ab Eugenio Abel inchoatam ad finem perduxit Rudolfus Vari. Budapest 1891 (Digitalisat).
- Analecta nova ad historiam renascentium in Hungaria litterarum spectantia. Budapest 1903 (Digitalisat).